# The Marshal's Daughter
The Marshal's Daughter è un film del 1953 diretto da William Berke.
È un western statunitense ambientato nel 1870 con Laurie Anders, Hoot Gibson, Ken Murray e Preston Foster.

## Produzione
Il film, diretto da William Berke su una sceneggiatura di Bob Duncan, fu prodotto da Ken Murray tramite la Ken Murray Productions.

## Distribuzione
Il film fu distribuito negli Stati Uniti dal 26 giugno 1953 al cinema dalla United Artists.

## Promozione
Le tagline sono:
- Song: "THE MARSHAL'S DAUGHTER" sung by TEX RITTER
- Man-oh-Man What a Woman!
- THE SCOURGE OF THE SAGE COUNTRY!
- She's A Rootin', Tootin Straight Shootin' Bundle Of Curves!